# Ceratopsion dichotoma
Ceratopsion dichotoma är en svampdjursart som först beskrevs av Thomas Whitelegge 1907.  Ceratopsion dichotoma ingår i släktet Ceratopsion och familjen Raspailiidae. Inga underarter finns listade i Catalogue of Life.